# 11099 Sonodamasaki
11099 Sonodamasaki eller 1995 HL är en asteroid i huvudbältet som upptäcktes den 20 april 1995 av de båda japanska astronomerna Kazuro Watanabe och Kin Endate vid Kitami-observatoriet. Den är uppkallad efter Masaki Sonoda.
Asteroiden har en diameter på ungefär 10 kilometer.